# Itálie na Letních olympijských hrách 1972
Itálii na Letních olympijských hrách v roce 1972 v německém Mnichově reprezentovala výprava 224 sportovců (197 mužů a 27 žen) v 19 sportech.

## Medailisté
| Medaile | Jméno                                                                                  | Sport             | Soutěž                              |
| ------- | -------------------------------------------------------------------------------------- | ----------------- | ----------------------------------- |
| Zlato   | Klaus Dibiasi                                                                          | Skoky do vody     | Muži věž 10 m                       |
| Zlato   | Graziano Mancinelli                                                                    | Jezdectví         | Parkurové skákání - jednotlivci     |
| Zlato   | Rolando Rigoli Cesare Salvadori Michele Maffei Mario Aldo Montano Mario Tullio Montano | Šerm              | Družstvo mužů šavle                 |
| Zlato   | Antonella Ragnová-Lonziová                                                             | Šerm              | Ženy fleret                         |
| Zlato   | Angelo Scalzone                                                                        | Sportovní střelba | Trap jednotlivci                    |
| Stříbro | Giorgio Cagnotto                                                                       | Skoky do vody     | Muži prkno 3 m                      |
| Stříbro | Alessandro Argenton                                                                    | Jezdectví         | Jezdecká všestrannost - jednotlivci |
| Stříbro | Novella Calligarisová                                                                  | Plavání           | Ženy 400 m volný způsob             |
| Bronz   | Pietro Mennea                                                                          | Atletika          | Muži běh na 200 metrů               |
| Bronz   | Paola Pigniová                                                                         | Atletika          | Ženy běh na 1500 metrů              |
| Bronz   | Giorgio Cagnotto                                                                       | Skoky do vody     | Muži věž 10 m                       |
| Bronz   | Anselmo Silvino                                                                        | Vzpírání          | Muži střední váha do 75 kg          |
| Bronz   | Raimondo D'Inzeo Piero D'Inzeo Vittorio Orlandi Graziano Mancinelli                    | Jezdectví         | Parkurové skákání - družstva        |
| Bronz   | Silvano Basagni                                                                        | Sportovní střelba | Trap jednotlivci                    |
| Bronz   | Novella Calligarisová                                                                  | Plavání           | Ženy 800 m volný způsob             |
| Bronz   | Novella Calligarisová                                                                  | Plavání           | Ženy 400 m polohový závod           |
| Bronz   | Giuseppe Bognanni                                                                      | Zápas             | muži, řecko-římský do 52 kg         |
| Bronz   | Gian-Matteo Ranzi                                                                      | Zápas             | muži, řecko-římský do 68 kg         |